# 晩期資本主義
晩期資本主義（ばんきしほんしゅぎ、英: late capitalism、独: Spätkapitalismus）とは、経済学・社会学によって論じられる資本主義の段階の一つ。後期資本主義とも呼ばれる。

## 概要
レーニンは『帝国主義論』で帝国主義を資本主義の最高段階と位置づけた。しかし、これに反対する者は資本主義の最高段階を晩期資本主義と呼び、これと区別した。
この語はヴェルナー・ゾンバルトによる概念であり、ユルゲン・ハーバーマスによって引き継がれた。『晩期資本主義における正統化の諸問題』によって晩期資本主義の政治が直面する問題（資本主義の正当化の危機）を論じている。

## 文献
- Jürgen Habermas: Legitimationsprobleme im Spätkapitalismus, Frankfurt a.M. 1973. ISBN 3-518-10623-6 （ユルゲン・ハーバーマス（細谷貞雄訳） 『晩期資本主義における正統化の諸問題』（岩波書店、1979年））